# Ernst Wolff (Motorsportler)
Ernst Wolff (* 1. April 1936 in Fürstlich Drehna; † 3. September 2014 ebenda) war ein Motorsportler und 13-maliger nationaler Meister der DDR.
Der gelernte Kraftfahrzeugschlosser Wolff startete seine Sportkarriere 1954 als Motorradgeländefahrer, bevor er ein Jahr später zum Motocross wechselte. Bis 1967 wurde er in dieser Disziplin insgesamt neunmal DDR-Meister. 1968 stieg Wolff in ein Rennboot mit 500 cm³ Außenborder um. Beim letzten Rennen in seiner ersten Saison in Schneeberg schaffte er Platz zwei. Weil dieses Rennen nicht mehr zur DDR-Meisterschaft zählte, belegte er am Jahresende nur Platz acht. In den folgenden Jahren gewann er einige Rennen, erlangte aber keinen Meistertitel. Gegen internationale Konkurrenz schaffte er bei der Europameisterschaft 1971 in Hannover Platz fünf.
Nach den Plätzen drei in der DDR-Motorbootmeisterschaft 1971 und 1972 wechselte Wolff wieder auf Motorräder, dieses Mal zum Sand- und Grasbahnsport. In der 250-cm³-Klasse holte sich der für den MC Drehna startende Wolff fünf Mal (1974 bis 1977 und 1979)  den Titel des DDR-Meisters. Dabei gewann er 1975 auch den Bergringpokal in Teterow. Später arbeitete Wolff als Trainer für die Jugend und half bei der Organisation im MC Fürstlich Drehna.
2007, bei der 42. Motocrossveranstaltung auf dem „Weinberg“ in Hänchen, sah man den 71-jährigen Wolff als Mechaniker für seinen in der 125-cm³-Klasse startenden Enkelsohn Toni wieder an der Rennstrecke.
Ernst Wolff war verheiratet und hatte einen Sohn und zwei Töchter. Er verstarb mit 78 Jahren in Fürstlich Drehna.